# أوتو بنزون

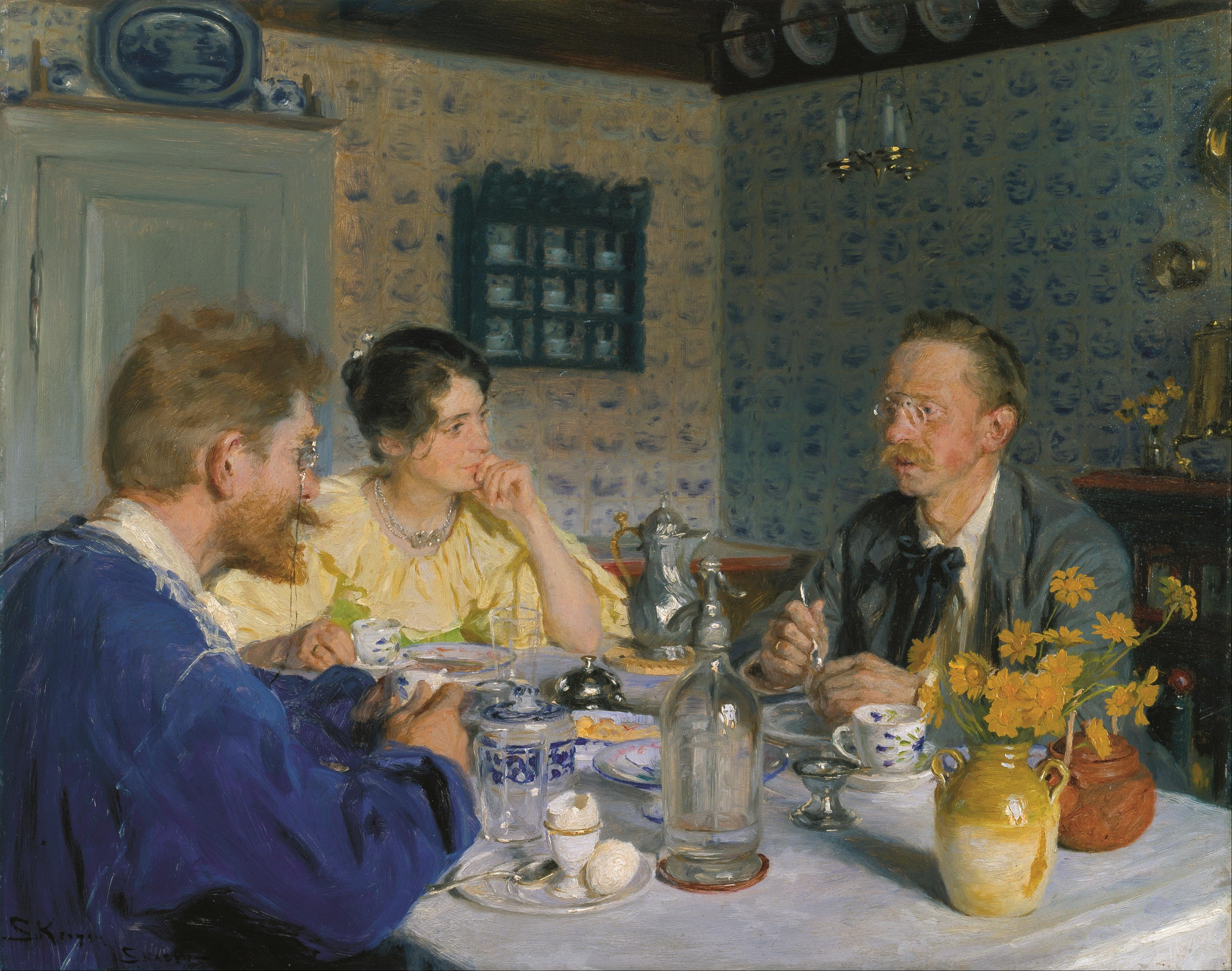
أوتو بنزون مع الفنان بيدير كروير وزوجته، 1893 (مجموعة هيرشسبرونغ)

أوتو بنزون Otto Benzon (17 يناير 1856 - 16 مايو 1927) كاتب وشاعر دنماركي، يُذكر خارج بلاده باعتباره شاعرًا غنائيًا لعشرات الأغاني الفنية للمؤلف الموسيقي النرويجي إيدفارد جريج.